# 해상자위대 구레 사료관
해상자위대 구레 사료관(海上自衛隊呉史料館)은 일본 히로시마현 구레시에 있는 해상자위대 홍보를 목적으로 한 시설이다. 애칭은 테쓰노쿠지라관(일본어: てつのくじら館 테쓰노쿠지라칸[*]→철의 고래관)이다. 2007년 4월 5일부터 개관하였며 관람료는 무료이다.